# Carnaval in Aalst

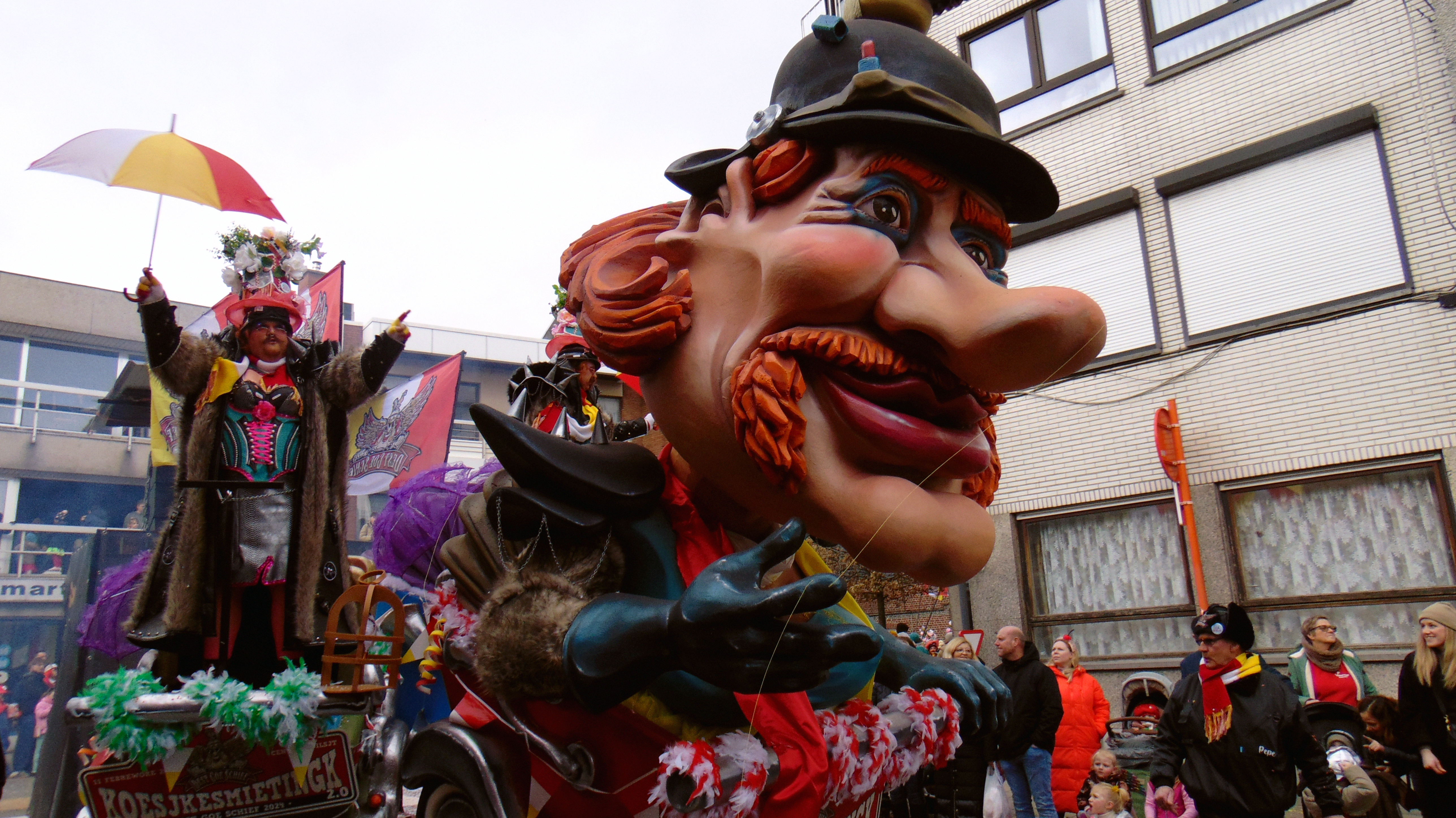
De editie in 2024. Koesjkesmietingk (Aalsters voor Kinderkoetsenmeeting). Dest - Goe Schief is de middelgrote groep op deze foto.

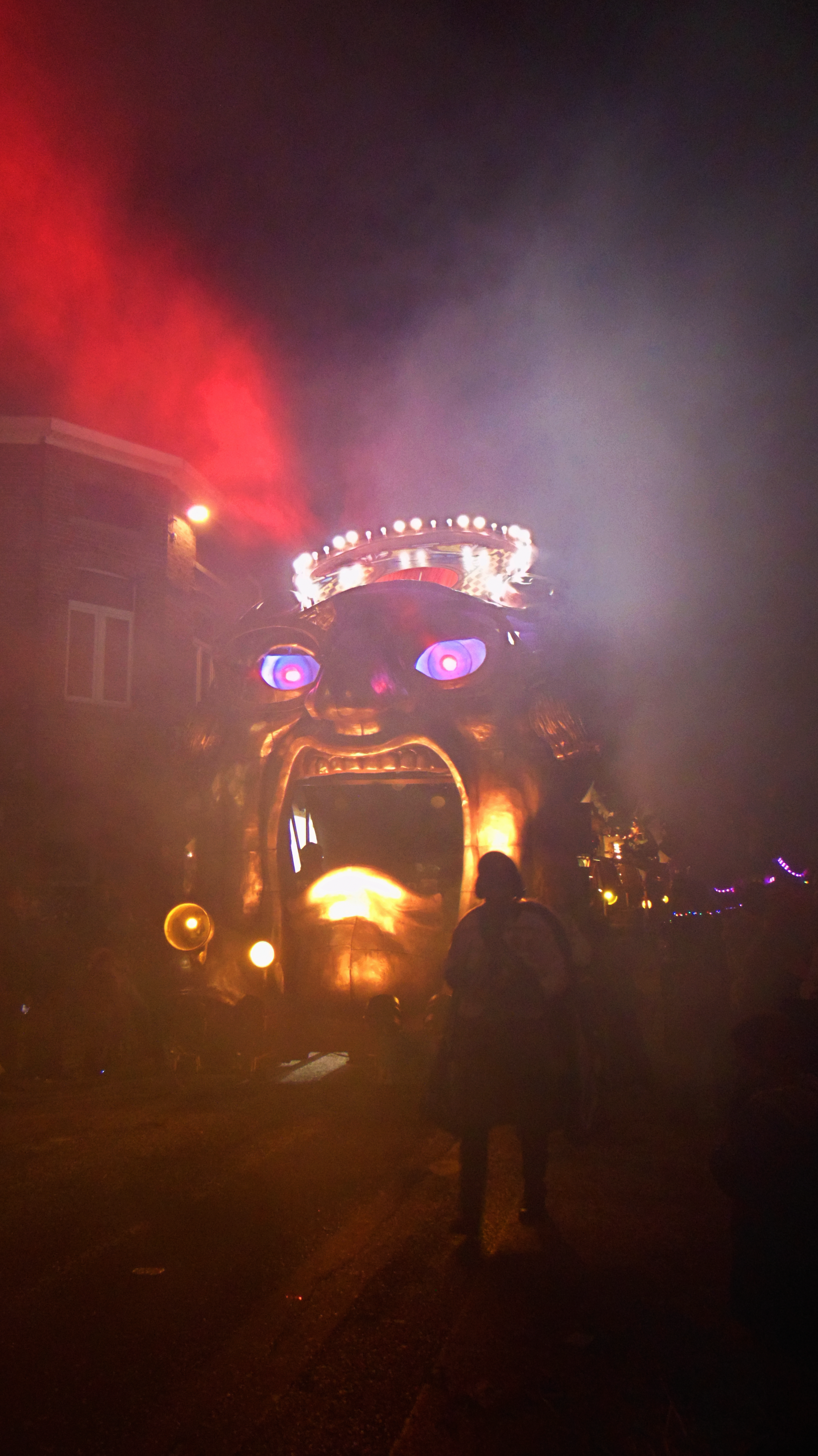
Carnaval Aalst in 2023 tijdens de avond. De groep Lotjonslos is hier in beeld te zien. Deze groep won de eerste plaats voor de grote groepen.

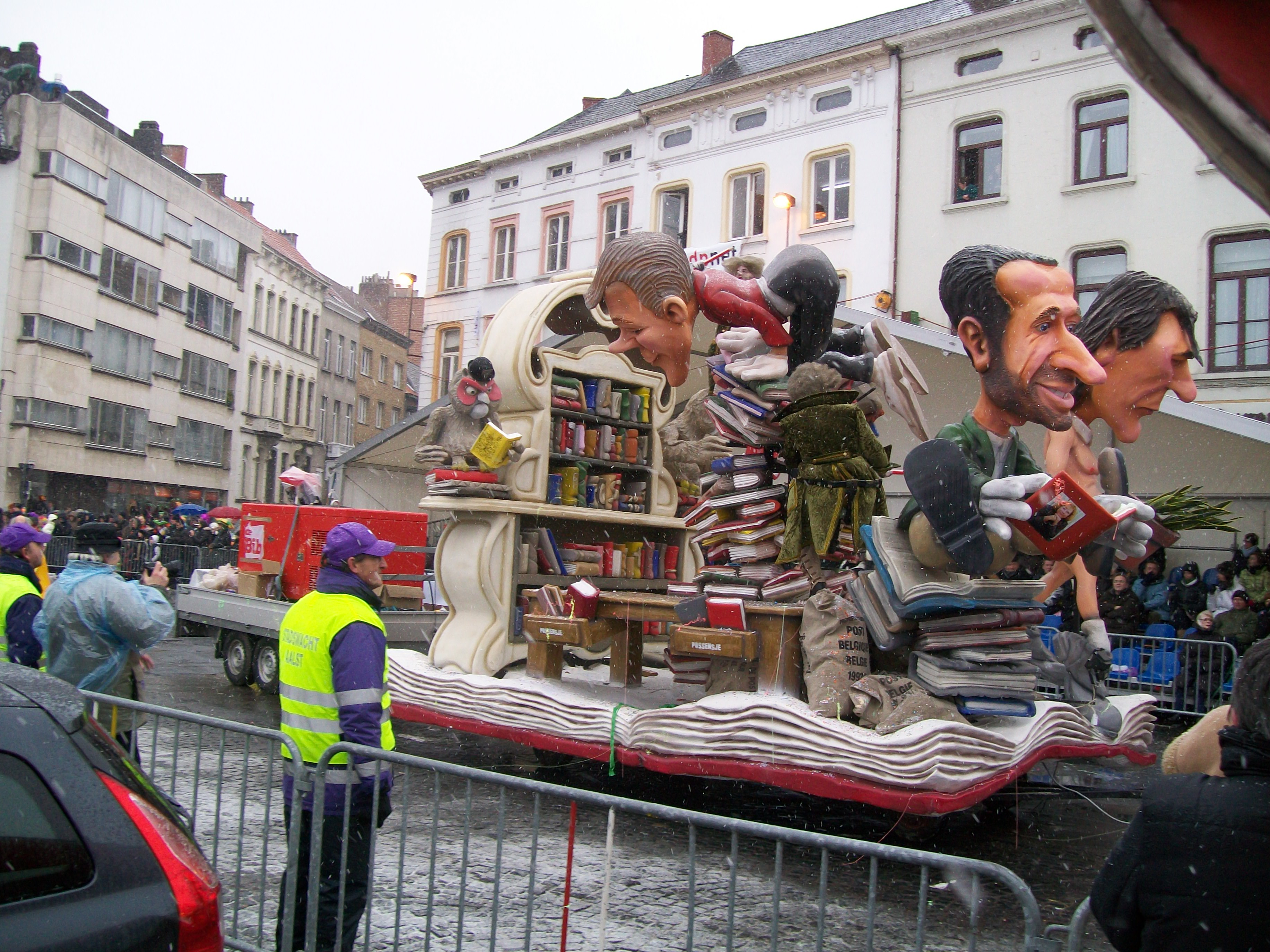
Praalwagen in 2010 met als thema de bibliotheek

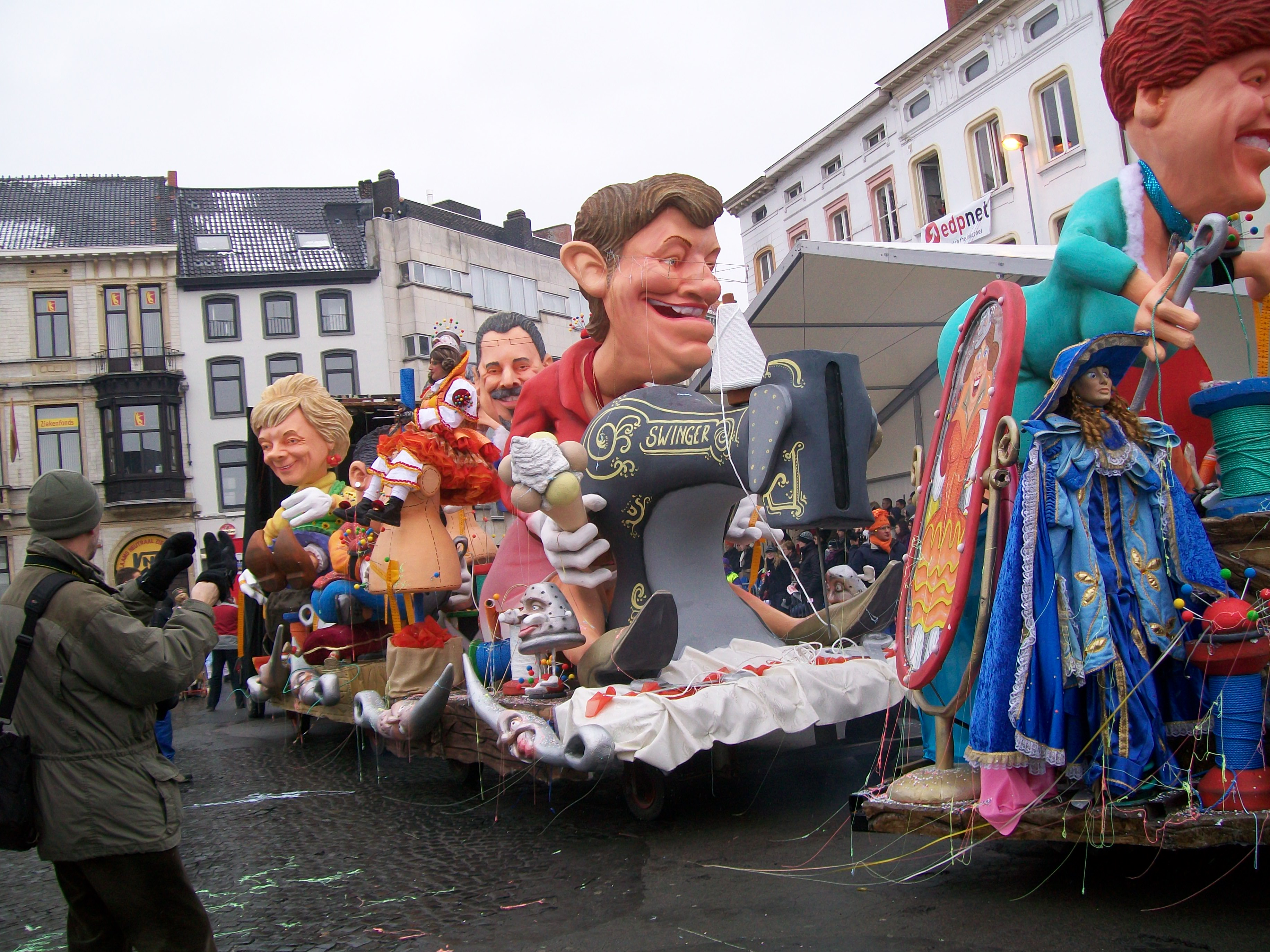
Kleine Groep Carnaval 2010

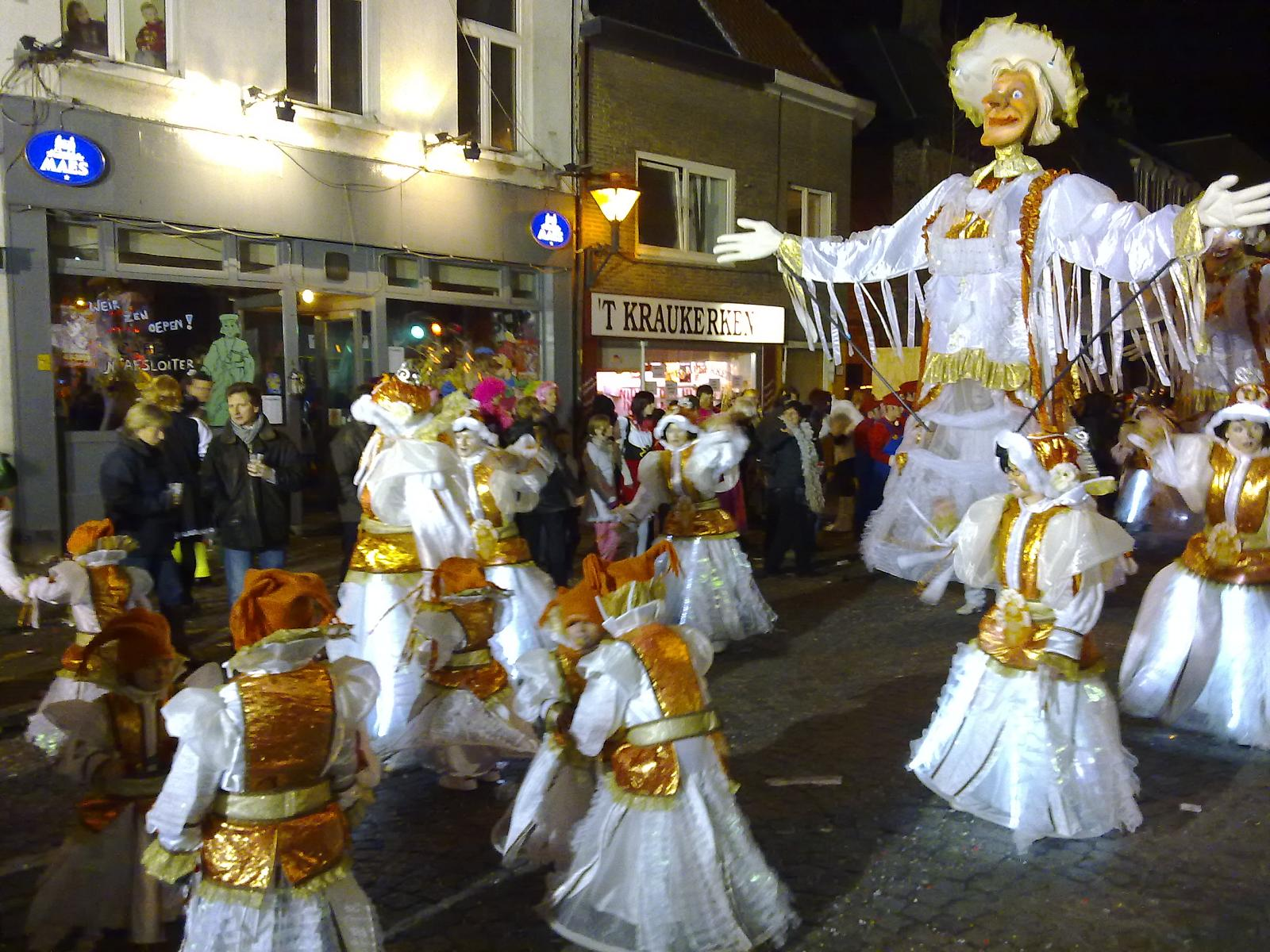
Carnaval 2009

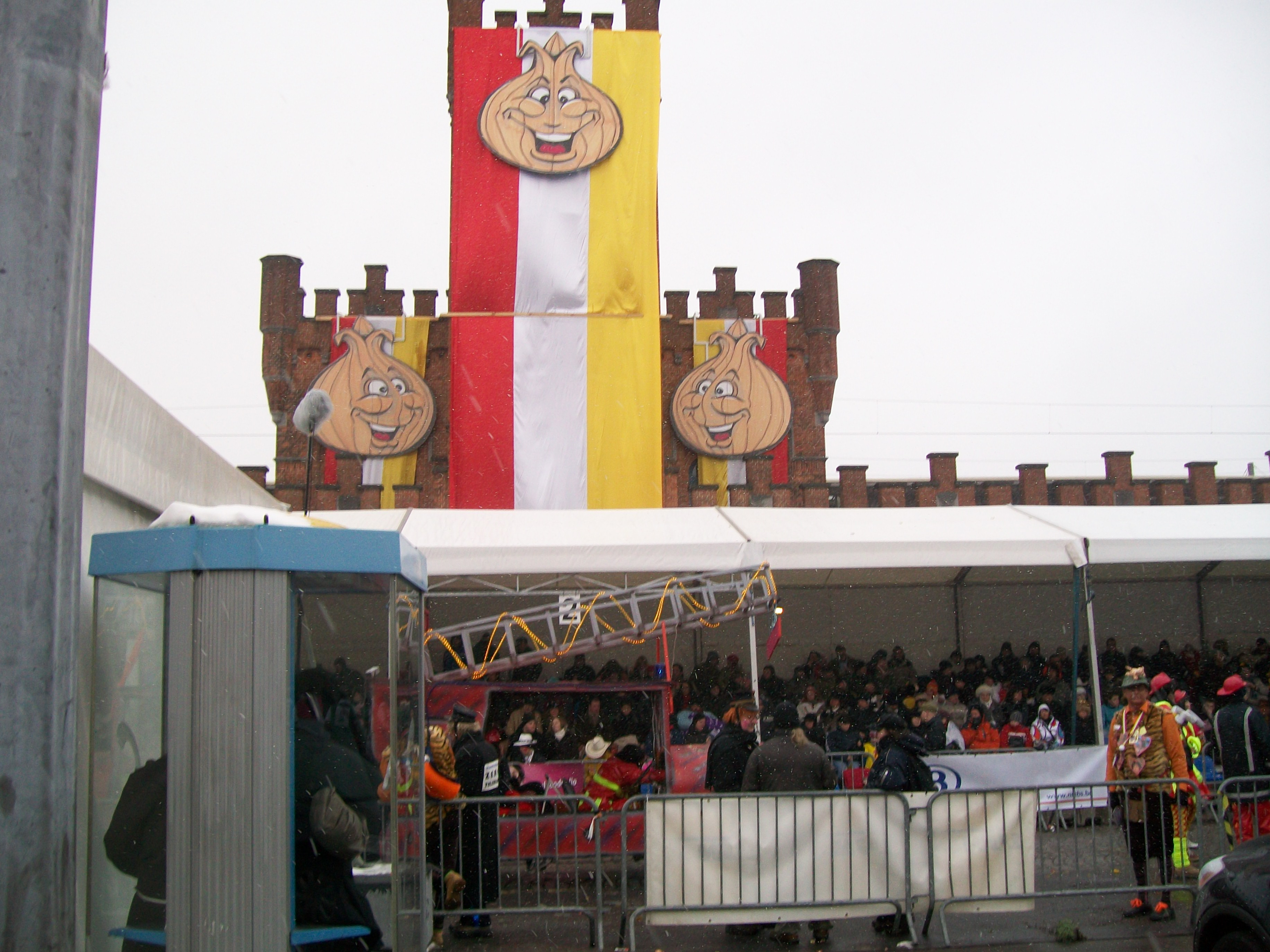
Station Aalst tijdens het carnaval in 2010

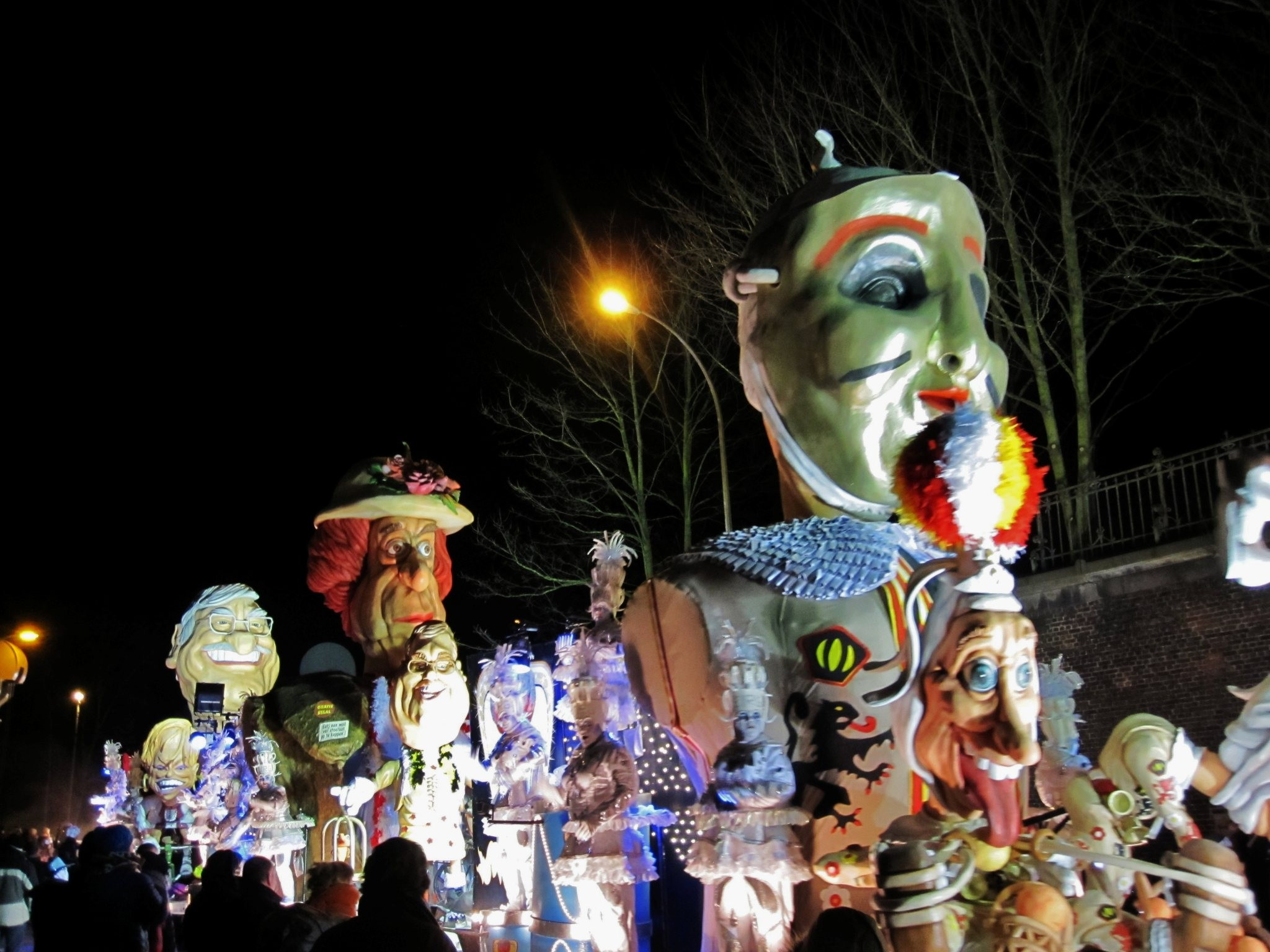
Eirg 2013

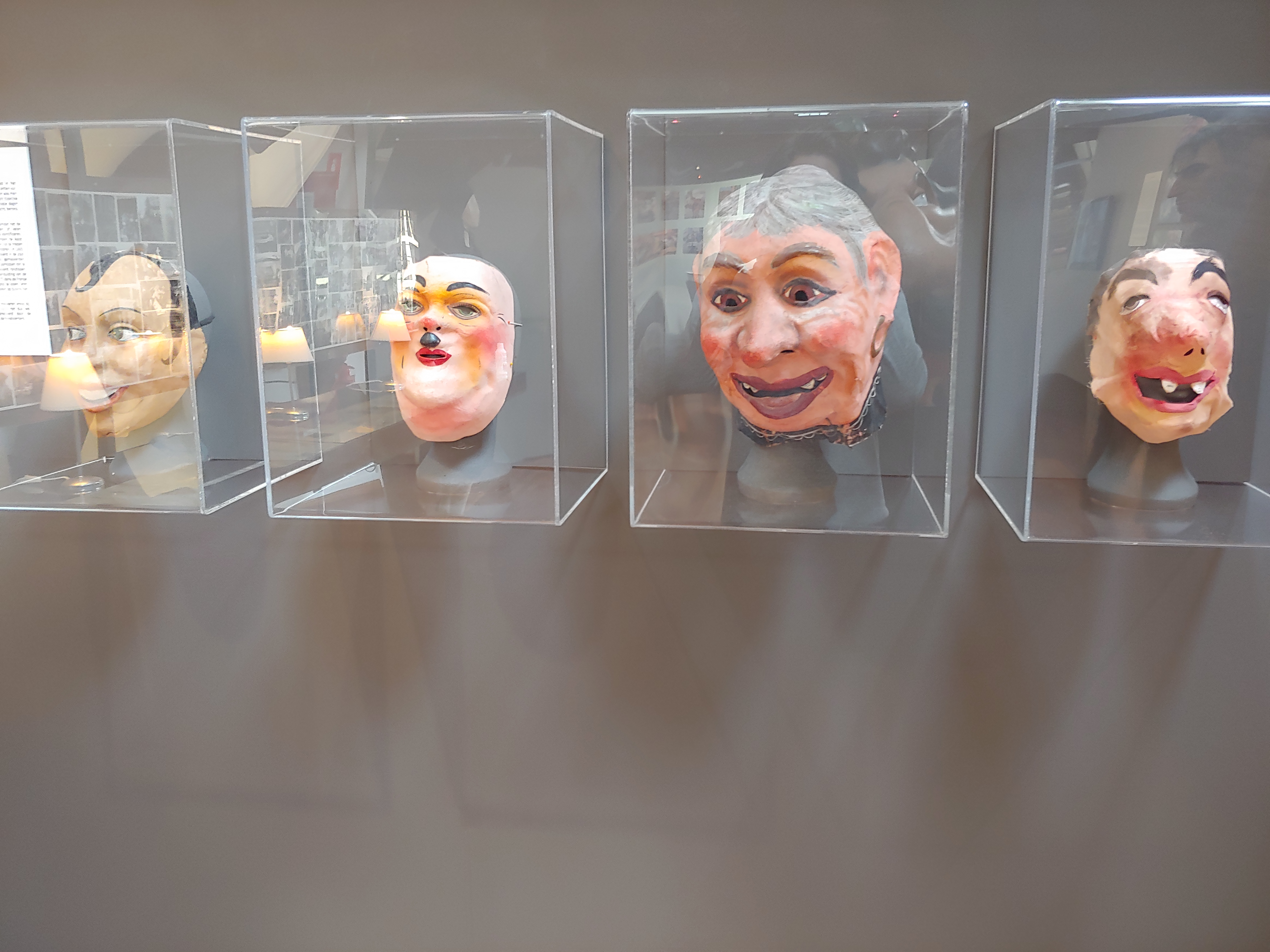
Maskers van Carnaval Aalst in 't Gasthuys.

Carnaval in Aalst is het bekendste en grootste carnavalsevenement in België. Het vindt jaarlijks plaats in Aalst gedurende de drie dagen voor aswoensdag. De openingsstoet van Aalst carnaval lokt ongeveer 90.000 toeschouwers uit heel België en buitenland. In 2025 trok de stoet een recordaantal bezoekers met 110.000 toeschouwers.

## Geschiedenis
Het Aalsters carnaval ontstond in de middeleeuwen. De eerste vermeldingen van Carnaval in Aalst dateren uit de vijftiende eeuw. Cavalcades (vanaf 1851) werden nog niet georganiseerd door het stadsbestuur. Pas sinds 1923 telt men de vieringen. Vanaf dan organiseert het bestuur van de stad Aalst de stoet. Carnaval Aalst is vooral een straatgebeuren: de carnavalisten dansen op de pleinen en trekken van het ene café naar het andere. Sinds 2010 is het carnaval van Aalst opgenomen in de lijst van meesterwerken van het orale en immateriële erfgoed van de mensheid van de UNESCO. In 2019 heeft Aalst aangegeven zich daaruit te willen terugtrekken wegens kritiek op de praalwagen van de carnavalsgroep Vismooil'n met joodse personages. In december 2019 is Aalst carnaval uit de werelderfgoedlijst van UNESCO gestapt.

## Incidenten met thema's
In 2011 brachten De Saazers een parodie op de parachutemoord. In het bijhorende lied was o.a. de volgende tekst te horen: "Ik spring oit e vliegmasjien vér menne Marcel te zien. 'T es moine Marcel, ze wetj ze da wel. Here parachit, die was nor de shit. Mor ik weit van niet."
Het lied werd niet gesmaakt door de ouders van de dader en de echtgenoot van het slachtoffer, die in Het Laatste Nieuws dreigden met een klacht. De twee families verenigden zich en vroegen aan de stad Aalst om De Saazers uit de stoet te weren met hun praalwagen. Saas-voorzitter Tim Schepmans begreep de heisa niet, want volgens hem was de wagen en het lied grappig bedoeld.
De Saazers kregen hierop heel wat steunbetuigingen. Zo lanceerden burgemeester Uyttersprot, Kamiel Sergant, Prins Kristof De Vos en de vzw Carnavalist Tot In De Kist een gezamenlijk persbericht, waarin stond dat ze als één blok achter de carnavalsgroep AKV De Saazers stonden en dat de Aalsterse satire niet als doelstelling had om mensen te kwetsen. Ze betreurden dat het artikel dat in de pers verschenen was, niet de ware context weergaf. Door de steun van het stadsbestuur mocht de groep toch gewoon deelnemen aan de stoet. De Saazers beslisten wel om aan zelfcensuur te doen. In de tekst van het lied vervingen ze de naam Marcel door een bieptoon.
In 2013 nam een wagen deel aan de stoet, die leek op die waarmee tijdens de Shoah joden gedeporteerd werden naar de concentratiekampen tijdens de Tweede Wereldoorlog. De leden van de carnavalvereniging liepen er naast, verkleed als SS officieren of als orthodoxe joden.
Tijdens het carnaval van 2019 nam een wagen deel aan de stoet met twee poppen die joden die traditioneel gekleed zijn voorstelden, met streimlech en kapsel met kromme neuzen en grote geldkist achter hen. Twee joodse organisaties hebben een klacht ingediend bij Unia (Centrum voor Gelijke Kansen). Volgens deze organisaties doen deze karikaturale voorstelling sterk denken aan het antisemitisme in Der Stürmer, het naziweekblad, in 1939. De Europese Commissie noemde het "ondenkbaar dat dit nog te zien is in Europa, 74 jaar na de Holocaust". Volgens Unia (Centrum voor Gelijke Kansen) zijn er geen wetten overtreden, omdat het in de specifieke context van Aalst carnaval geplaatst moet worden. De carnavalsgroep had volgens Unia geen kwaadwillige intentie.

## Raadszitting
Zaterdagavond voor carnaval vindt in de grote zaal van het cultureel centrum De Werf een ludieke gemeenteraadszitting plaats, waar Prins Carnaval de sleutel van de stad ontvangt en de plaatselijke politici, meer bepaald het stadsbestuur, op het podium op de hak genomen worden. De zitting verloopt in het Aalsters dialect en is georganiseerd door een groep doorgewinterde carnavalisten in samenwerking met de stadsdienst 'evenementen', uiteraard zonder inspraak van de burgemeester en de schepenen.

## Optochten
Op carnavalszondag trekt de grote carnavalstoet door de straten met op kop de Aalsterse Gilles. Jaarlijks komen hier tienduizenden mensen uit heel Vlaanderen en buitenland op af. De deelnemende groepen komen sinds de jaren 1970 uitsluitend uit Aalst en maken jaarlijks nieuwe kostuums en nieuwe praalwagens. In de stoet rijden ongeveer honderd wagens mee. De thema's die gebruikt worden zijn lokaal, nationaal en internationaal.
De zogenaamde 'losse groepen' doen niet mee aan de competitie en kunnen, doordat ze pas zeer laat hun onderwerp kiezen, inspelen op de actualiteit. Ze horen klein en wendbaar te zijn, om de stoet niet te hinderen. De losse groepen worden lokaal het peper en zout van de stoet genoemd omdat ze meer op spot en satire focussen dan op praal. Zij maken een onlosmakelijk deel van de stoet uit en zijn als zodanig officieel erkend. De wagens en de vaste groepen worden beoordeeld door juryleden, die zich verspreid over de omloop opstellen. Er wordt een onderscheid gemaakt tussen grote, middelgrote en kleine groepen. De groepen zijn verspreid over een A-, B- of C-indeling. Elke indeling heeft dus eerst een aantal 'kleine' groepen, daarna een kleiner aantal 'middelgrote' groepen om daarna af te sluiten met een nog kleiner aantal 'grote' groepen. Dit onderscheid ligt vooral in de lengte van de praalwagens. De grote groepen mogen maximum 50 meter wagenlengte bouwen, maar een 'kleine' groep mag gerust met honderd deelnemers aanwezig zijn.
De zondagsstoet loopt traditioneel uit en heeft een duurtijd van minstens 6 uur, en liep in 2023 uit tot 22u30 met 3 uur vertraging.
Op maandag wordt de maandagstoet georganiseerd. De stoet, die eigenlijk dezelfde is als de zondagstoet, heeft toch zijn eigen sfeertje. Zo rijden de wagens helemaal niet meer op volgorde. 's Avonds worden de prijzen uitgedeeld aan de hand van de punten op zondag.
Ook op maandag is er de jaarlijkse bezemdans van de Aalsterse Gilles gevolgd door de alom bekende "ajuinenworp". De prins en de feestcomitéleden gooien vanop het balkon van het stadhuis verpakt snoepgoed ter grootte van een ajuin uit over het volk. In een paar verpakkingen zitten nummers die overeenstemmen met verschillende prijzen waaronder het felbegeerde juweeltje (een gouden ajuintje ofwel de gaan ajoin genoemd in de volksmond). Dat juweeltje wordt jaarlijks door een ontwerper gemaakt en is dus uniek. 's Avonds wordt dan weer stevig gefeest op allerhande plaatsen in de stad, met de Grote Markt als place to be.
Dinsdag trekt de Stoet van de Voil Jeanetten door de stad. Hierin lopen mannen verkleed als vrouwen met als attributen een vogelkooi (voegelmoit) met een haring (eirink), valse borsten (tetten), korsetten (korseis), een bontjas (velle frak), een versleten paraplu (kapotte paraplie) en een kinderwagen (kinjerkoesj). Deze traditie komt voort uit de geschiedenis van Aalst. De arbeidersklasse was te arm om een prachtig carnavalskostuum te kopen of te maken. Daarom deden de mannen oude en versleten kledij van hun vrouw aan. In andere steden (Brussel, Gent, ...) is deze traditie samen met de carnavalviering verdwenen. 's Avonds vindt de traditionele popverbranding plaats waarmee het carnavalsfeest wordt afgesloten. Er wordt dan luid gefloten en geroepen om zo lang mogelijk tijd te rekken, maar eens de pop vuur heeft gevat rolt er uit de ogen van menig Aalstenaar toch een traan. Nadien wordt opnieuw voor een derde keer stevig feest gevierd.

## Carnavalsgroepen
Aalst telt verschillende carnavalsverenigingen. De officiële groepen (zonder de losse groepen) worden ingedeeld in 3 klassen: de kleine, middelgrote en grote groepen. Elk jaar worden prijzen uitgereikt aan de beste kleine, middelgrote en grote groep. Sinds 2014 werd de 'groepenstop' opgeheven; in plaats van 70 vaste groepen mogen er sinds dat jaar meer groepen meedoen. In 2017 werd er een stop opgezet. Zo kunnen er geen groepen meer bijkomen, alleen maar verdwijnen. Er zijn in 2018 dan ook 4 groepen gestopt. De stoet telde in 2018, 76 groepen. De losse groepen, waarvoor ook sedert 2017 een numerus clausus geldt, protesteren tegen deze groepenstop, die ze ondemocratisch vinden.

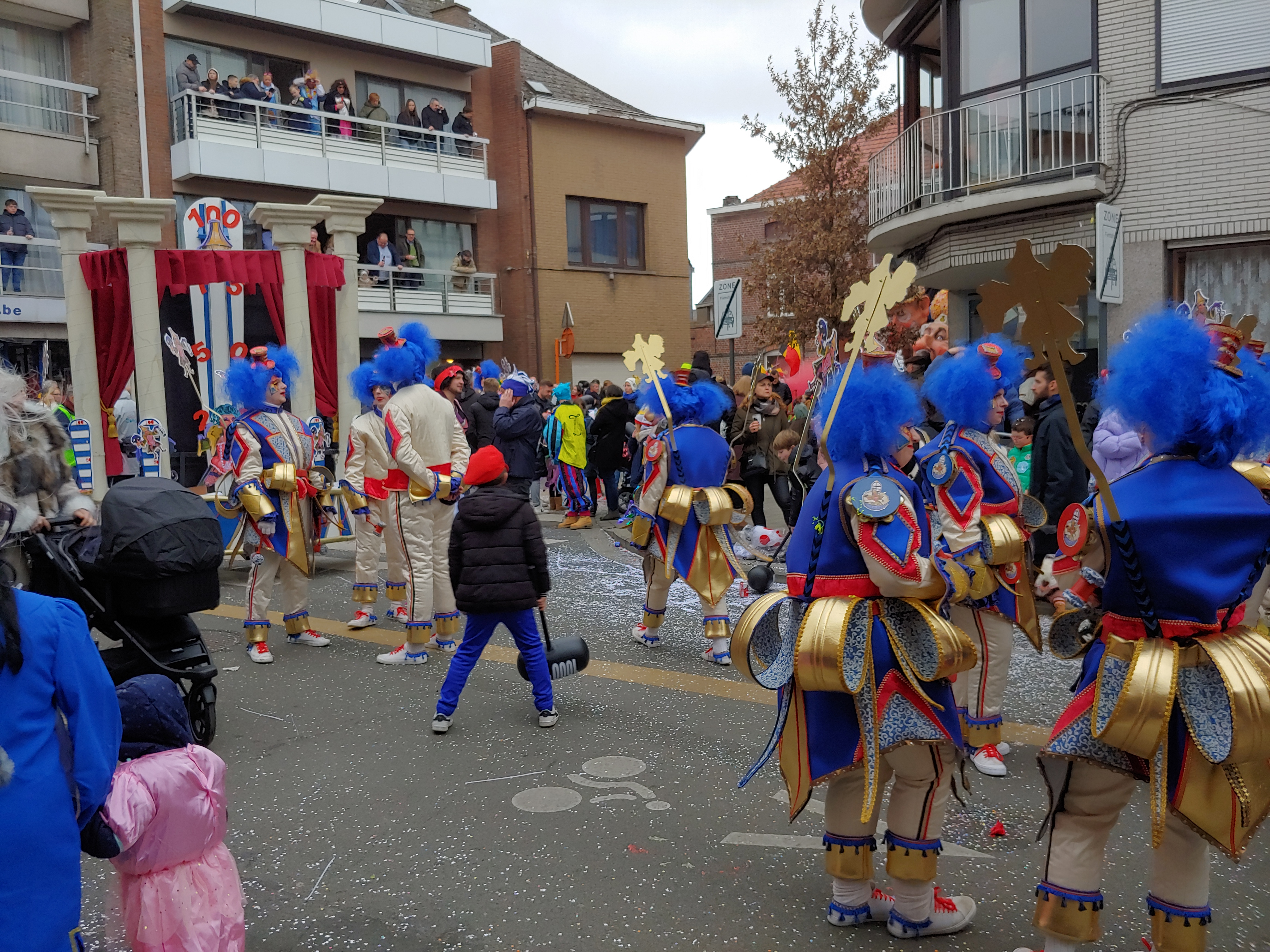
In 2023.

Sinds 2023 een wijziging hierin doorgevoerd, waarbij een groep die tweemaal op de laatste plaats eindigt bij de kleine groepen, degradeert naar een losse groep zodat een nieuwe groep de plek kan innemen.

## Prinsen en keizers
Prins Carnaval werd in Aalst voor de eerste maal verkozen in 1953. In 2012 werd voor het eerst in de geschiedenis een vrouw tot prins carnaval verkozen. Om tot Prins Carnaval van Aalst te kunnen worden verkozen moet men in het bevolkingsregister van Aalst staan ingeschreven, geen politiek mandaat uitoefenen, geen strafregister bezitten en minstens 18 jaar zijn. Wanneer iemand drie maal tot prins verkozen is wordt deze tot keizer gekroond. Aalst heeft (tot 2016) twee keizers gehad: Frans, ook wel Fransky genoemd, De Boitselier, van 1956 tot 1962, nadat hij in 1954, 1955 en 1956 tot prins verkozen was en Kamiel Sergeant, verkozen als Prins Carnaval in 1963,1966 en 1968, en keizer van 1969 tot 2014.
Voor 2018 werd Alex De Kegel tot Prins Carnaval verkozen, in 2019 Bart de Meyst en in 2020 Yvan de Boitselier. Yvan bleef uiteindelijk door corona prins tot eind 2022, voor 2022 had Yordi Ringoir zich als enige kandidaat ingeschreven, maar doordat de stoet in 2022 nogmaals niet door kon gaan door corona, werd zijn kandidatuur doorgezet naar 2023. Uiteindelijk werd Yordi in 2023 prins.

## Muziek
Rond het carnaval van Aalst bestaat een uitgebreide collectie van meer dan 5.250 carnavalsliederen, allemaal gezongen in het Aalsterse dialect.
Zo'n drie maanden voor het carnaval gaan er ook drie speciale carnavalsradio in de ether: Ajoin Music, Oilsjt Mjoezik en Radio Kamiel. Die brengen 24 uur per dag carnavalsmuziek en zelfs de reclameblokken worden voor de gelegenheid in het Aalsters ingesproken. Jaarlijks worden er ook cd's uitgebracht met campagneliedjes, stoetliedjes en andere liedjes in het Aalsters.

## Stadhuis
Jaarlijks wordt ook het stadhuis van Aalst versierd, waarbij deze traditie minstens terug gaat naar de jaren '80. In 1980 werd in opdracht van het stadsbestuur door Fritz Kieckens een decor ontworpen, waar het wapenschild van Aalst verwerkt was als figuur vergezeld van de woorden "Welkom". Dit decor werd het laatst gebruikt bij de editie van 1992.
In 1993 was het decor aan de hand van Kieckens versleten en werd er naar aanleiding van de 70e editie van de stoet, een nieuw decor ontworpen door Geert De Wolf. Dit decor had een knipogende ajuin in het midden.
Het volgende decor deed zijn intrede in 2003 en werd ontworpen door Danny Cobbaut. Dit decor werd vooral gekenmerkt door de vele lichtjes aan de zijkant van het decor, een verwijzing naar de winterfoor. Dit decor beelde vooral carnavalsfiguren uit, zoals Voil Janetten en de Aalsterse Gilles. Dit decor werd gebruikt tot en met 2013, waarna dit decor aan de carnavalswerkhallen opgeslagen werd.
In 2013 besloot men de oude decoratie van het stadhuis weg te halen omdat deze versleten was, en er een soort poppentheater van te maken, naar ontwerp van Piet De Koninck. Dit poppentheater speelt om het uurtje als de muziek van het belfort weerklinkt. Men ziet dan drie mechanisch bewegende poppen verschijnen onder het doek die op de Aalsterse muziek dansen: Eerst Kamiel Sergant, dan een Aalsterse Gilles en als laatste de voil jeanet.
Bij editie 2020 werd het decor dat sinds 2013 in gebruik was niet opgezet omdat bevestiging aan het gebouw officieel niet is toegestaan. Men zou het kunstwerk van Bram De Baere gebruiken. Dit stuk decor was ook te zien in de prinsenverkiezingsshow van Yvan.
Het decor werd opnieuw vervangen in 2023, waarbij gekozen werd voor een ontwerp van Bram De Baere op basis van de nieuwe huisstijl die in 2022 geïntroduceerd werd. Nieuw was dat ook de tribunes op de Grote Markt, waarbij er in 2023 1 tribune verdween, gedecoreerd werden in dezelfde stijl als het nieuwe decor. In decor van 2023 is een LED-scherm verwerkt, waarop net zoals het decor uit 2013, een uurlijkse show te zien is. Tijdens de stoet werd het scherm ook gebruikt.
Het stadhuis wordt ook gebruikt voor de Ajuinenworp.

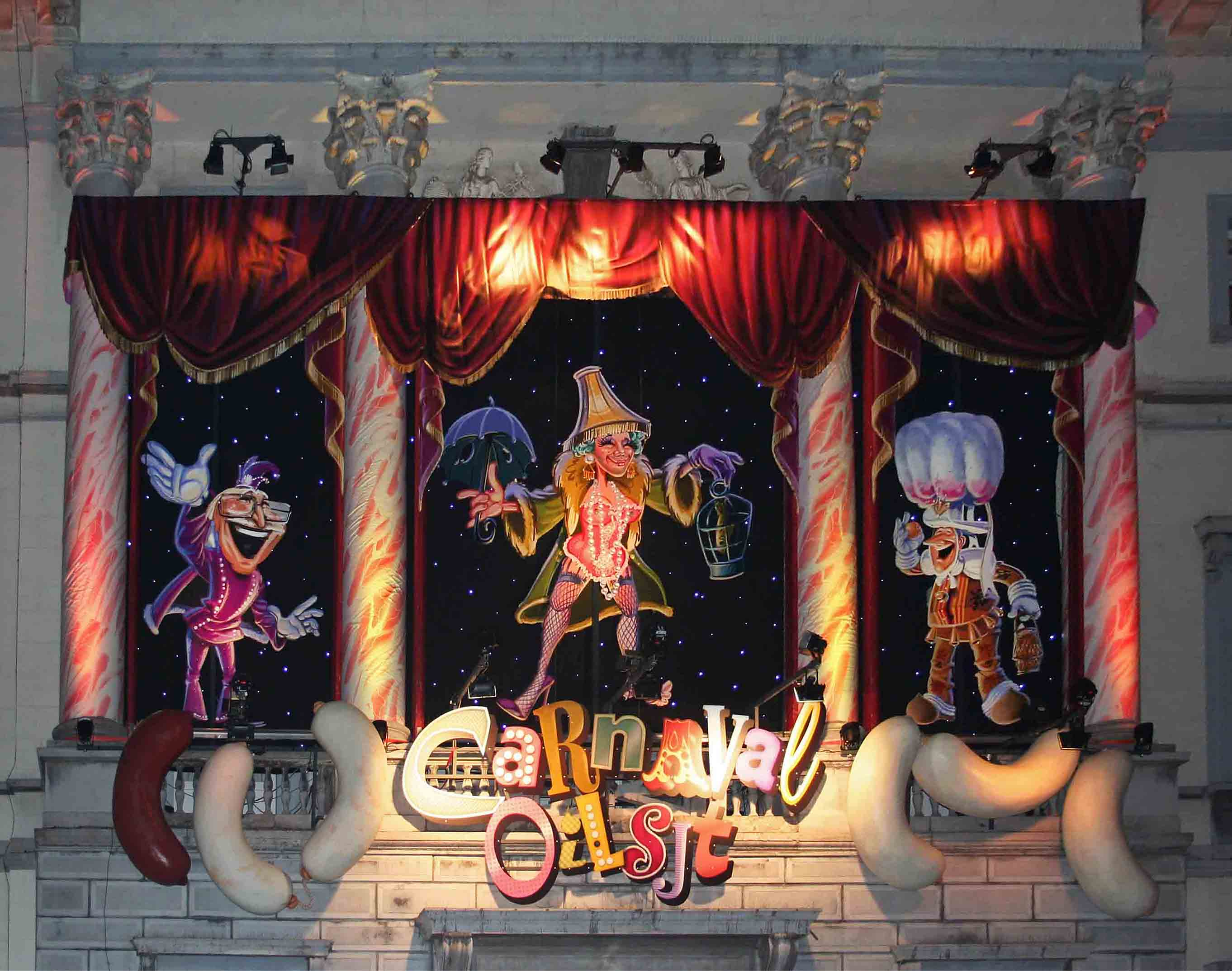
Stadhuis Aalst tijdens de Carnavalsperiode

## Voil Janet
Een voil janet (vuile janet) is een van de belangrijkste kenmerken van Aalst Carnaval. Een voil jeanet is een man die zich opzichtig en slonzig verkleedt in een vrouw. Op dinsdag is er altijd een Voil Jeanettenstoet. Tijdens de stoet is bijna alles toegelaten, op gebruikte tampons na, wat vroeger wel kon. Vandaar spreekt men thans van de "proepere voil jeanet".
4 december 2017 werd het allereerste boek volledig gewijd aan dé Voil Jeanet uitgebracht door Uitgeverij The Flying Pencil. Het boek bevat een historisch overzicht van de Voil Jeanet en is aangevuld met foto's van Pascal Moens.

## Galerij

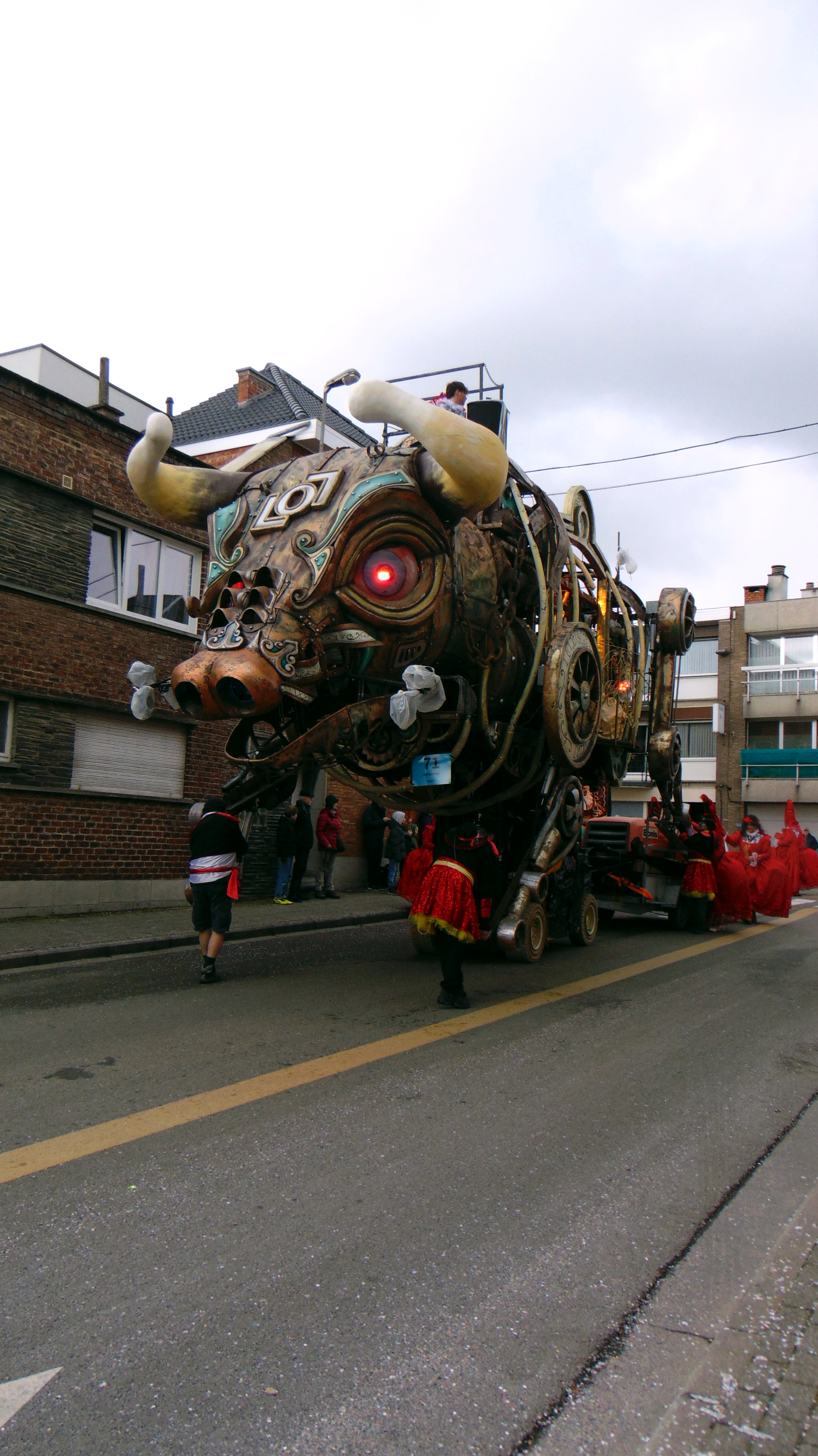
In 2024
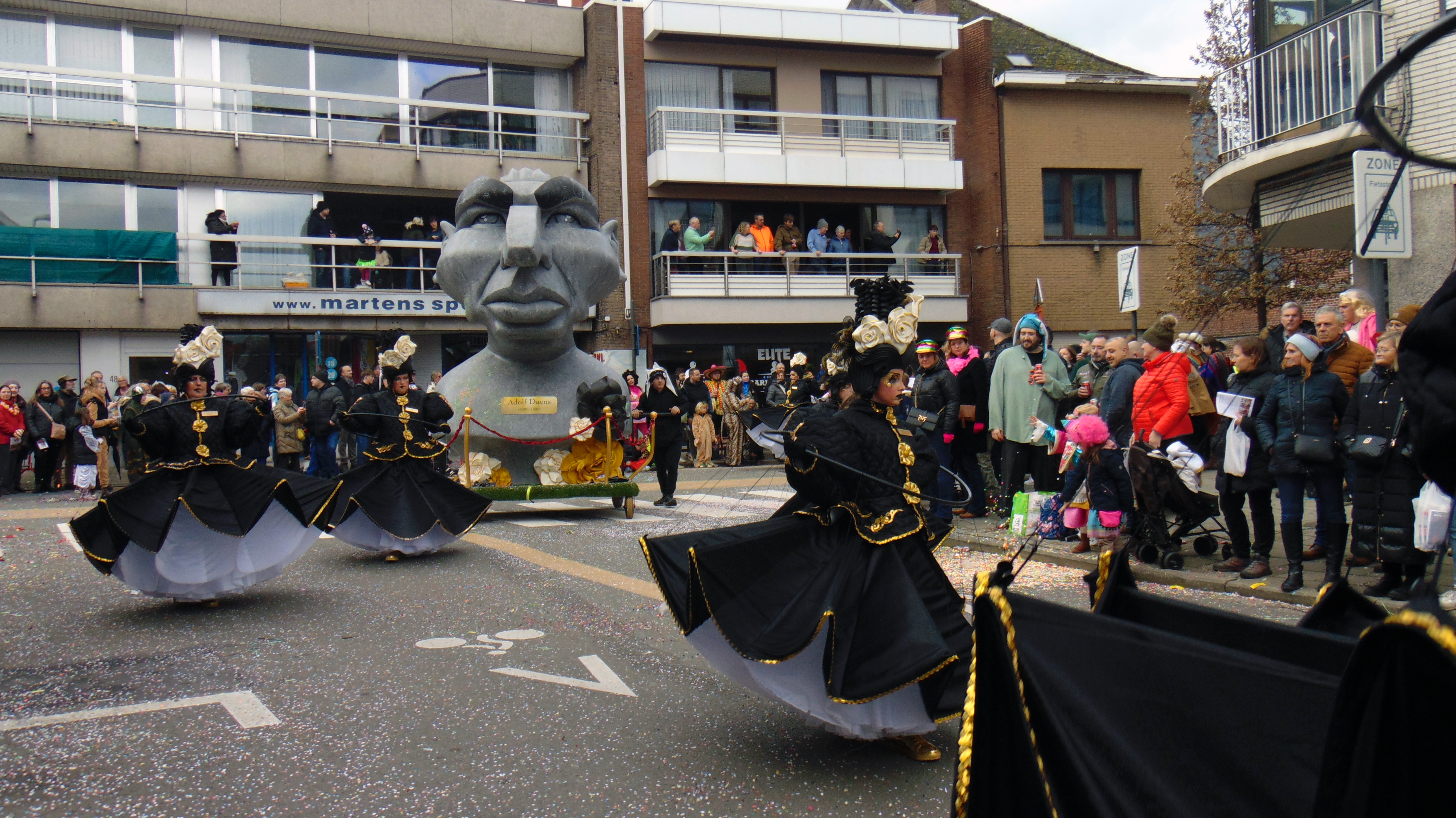
In 2024
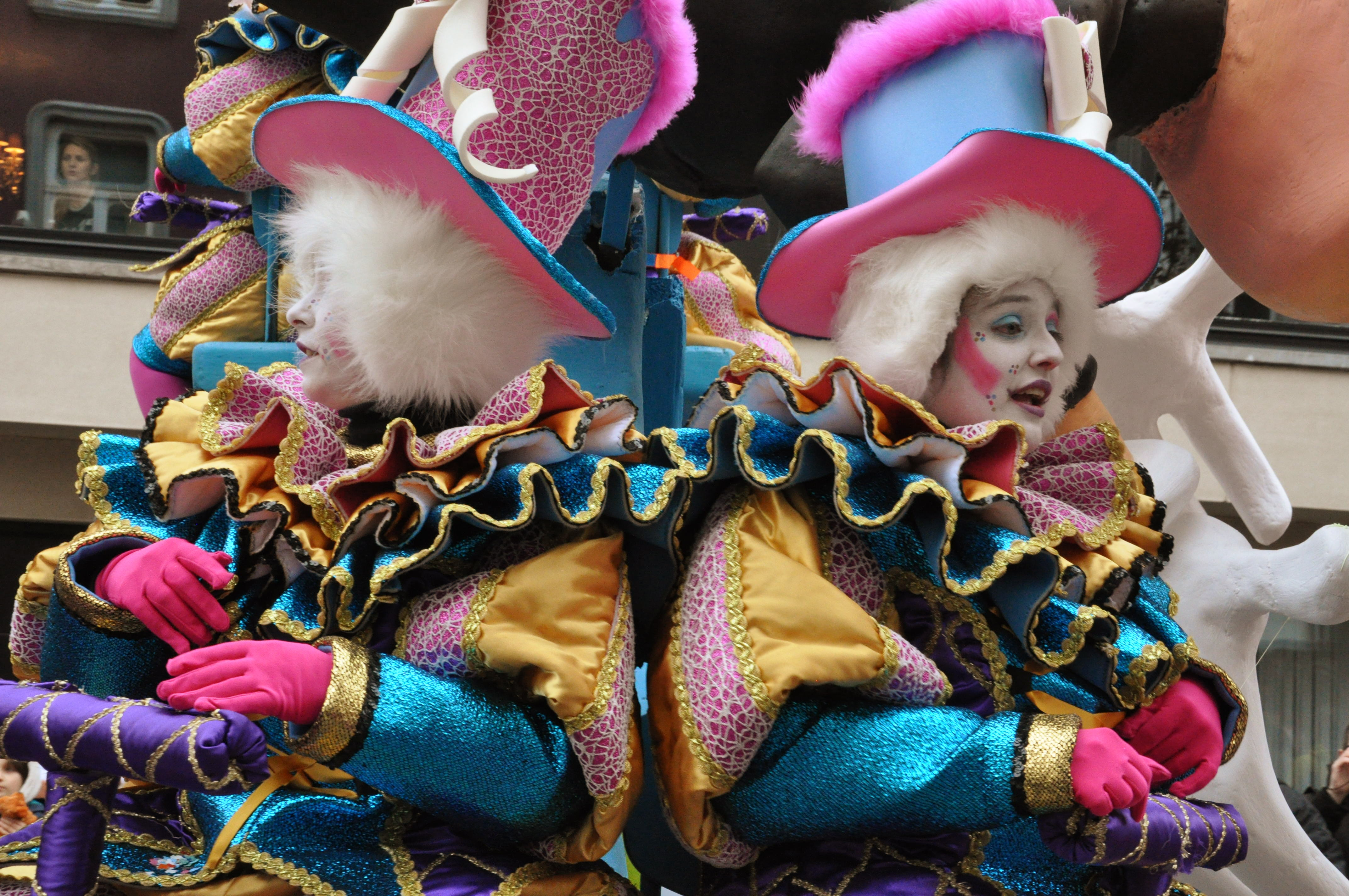
In 2020
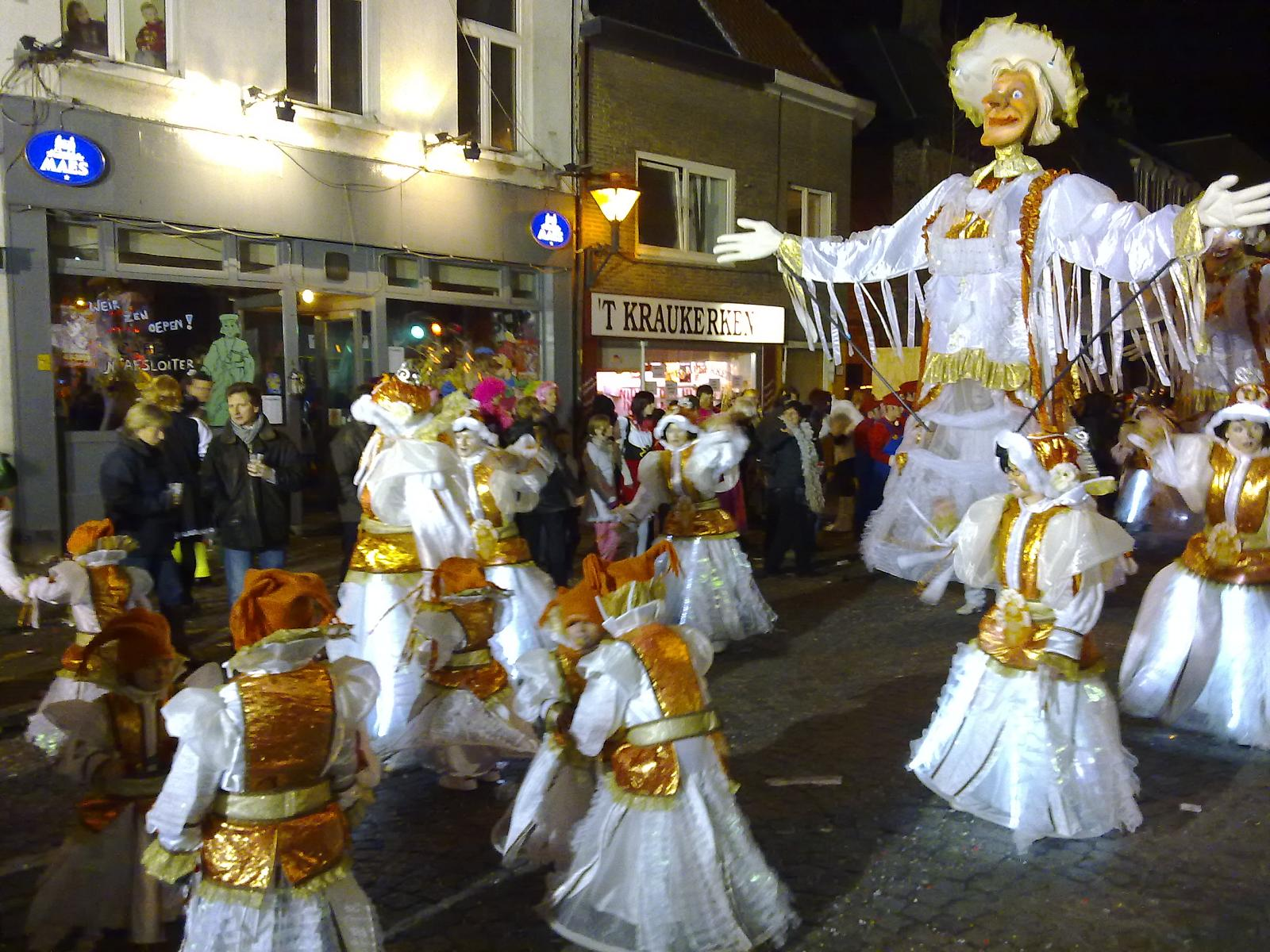
In 2009
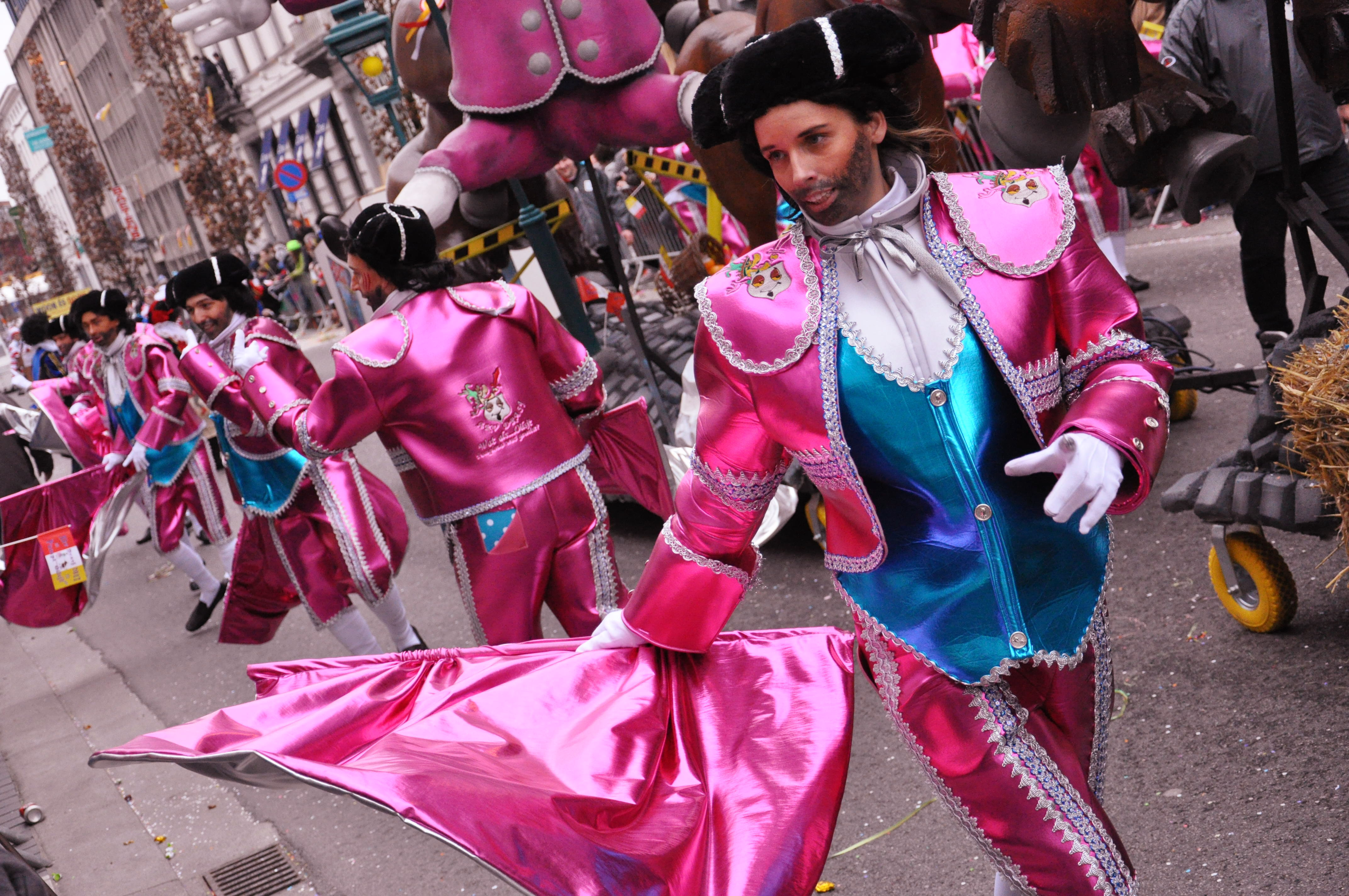
In 2017

## Trivia
- Tijdens de 91ste stoet van Aalst Carnaval op 3 maart 2019 namen de acteurs van F.C. De Kampioenen (televisieserie) enkele scènes op voor hun vierde film ‘FC De Kampioenen 4: Viva Boma!' die eind 2019 in première ging.
- Een moderne opkomende trend is dat er steeds vaker B.V.'s meegaan in de stoet. O.a. Jani Kazaltzis, Nicole en Hugo, Yves Segers, Peter Van de Veire en Julie Van den Steen liepen al mee.
- In 2023 verscheen het boek "NOIG" waarin auteur Jan Moens enkele verhalen brengt uit de Aalsterse carnavalsgeschiedenis.[10]